# Liste der Studenten- und Schülerverbindungen in Linz
Die Liste der Studenten- und Schülerverbindungen in Linz verzeichnet die aktiven, suspendierten und erloschenen Studenten- und Schülerverbindungen in Linz, welche unterschiedlichen Korporationsverbänden angehören oder verbandsfrei sind. Die Studentenverbindungen sind an der Universität Linz ansässig, während die Schülerverbindungen an den Linzer Gymnasien ansässig sind.

## Studentenverbindungen
Die Sortierung erfolgt nach dem Gründungsdatum.
|  |
|  |
|  |
|  |
|  |

|  |
|  |
|  |
|  |
|  |

|  |
|  |
|  |
|  |
|  |

|  |
|  |
|  |
|  |
|  |

|  |
|  |
|  |
|  |
|  |

|  |
|  |
|  |

|  |
|  |
|  |
|  |
|  |

|  |
|  |
|  |
|  |
|  |

|  |
|  |
|  |

|  |
|  |
|  |
|  |
|  |

|  |
|  |
|  |
|  |

|  |
|  |
|  |
|  |
|  |

f.f. = farbenführend, wenn nichts angegeben farbentragend

## Schülerverbindungen
Die Sortierung erfolgt nach dem Gründungsdatum.
|  |
|  |
|  |

|  |
|  |
|  |

|  |
|  |
|  |

|  |
|  |
|  |

|  |
|  |
|  |

|  |
|  |
|  |

|  |
|  |
|  |

|  |
|  |
|  |

|  |
|  |
|  |

|  |
|  |
|  |

|  |
|  |
|  |
|  |
|  |

|  |
|  |
|  |

|  |
|  |
|  |
|  |
|  |

f.f. = farbenführend, wenn nichts angegeben farbentragend

## Abkürzungsverzeichnis
- Akad = Akademische
- CEHV = Christlich-europäische Hochschulverbindung
- CÖStV = Christlich-österreichische Studentinnenverbindung
- Fst = Fachstudentische Verbindung
- KÖStV = Katholisch-österreichische Studentenverbindung
- KÖL = Katholisch-österreichische Landsmannschaft
- M = Mädelschaft
- S = Sängerschaft
- V = Verbindung